# ドキュメントバラエティ
ドキュメントバラエティとは、バラエティ番組をベースに、ドキュメント番組の要素を加えたテレビ番組の一種である。俗に「ドキュバラ」と略される。
いろいろな人をありのままに密着するドキュメント番組とは大きく異なり、番組が用意した過激で過酷な企画に出演者が体を張って挑戦する模様を密着するという点が大きな特徴である。また、バラエティであるので、当然、演出の要素も含まれる（過去に何度か物議を醸すようなことがあり、最近は、はっきりとバラエティと銘打つ番組が多くなった。
アメリカでは、「リアリティ番組」というジャンルで多く制作されている。

## 歴史
1960年代から1980年代までの日本のバラエティ番組のフォーマットは、一部の例外を除き主に音楽番組やコント番組、コント主体の音楽バラエティ番組等が主流であったため、1980年代頃までは各局の看板番組や人気番組も、コント番組や音楽バラエティが中心であり、リアリティ番組やドキュメントバラエティは、極一部を除いてほとんど放送されていなかった。
そのような状況の中で、ドキュメントバラエティの先駆けとなったのが、日本テレビ（日テレ）で1985年から放送を開始した、『天才・たけしの元気が出るテレビ!!』である。「ダンス甲子園」、「ボクシング予備校」、「勇気を出して初めての告白」、「早朝バズーカ」などの過激なロケ企画は大きな基礎となっていった。なお、この番組を演出したテリー伊藤は、この番組のヒットでテレビ業界の地位を確立していった。
1990年代に入ると状況が変わり始める。フジテレビが1991年に放送を開始した、チャレンジ系バラエティ番組の元祖でもある『1or8』では、コントではなく過激なチャレンジ企画や、過酷なドキュメント企画をメインに放送し、日本テレビで1992年に放送を開始した、「電波少年シリーズ」においては、出演者の人権や安全性を完全に無視した、過激なアポなしロケやヒッチハイク企画、懸賞生活などの企画が大ヒットするなど、ドキュメント企画やチャレンジ企画中心のバラエティ番組が徐々に増え始めた。その後も同じ日テレでドキュメント企画が中心の、『ウッチャンナンチャンのウリナリ!!』や『とんねるずの生ダラ』『ザ!鉄腕!DASH!!』等が放送され、それらも日テレ黄金期を代表する人気・看板番組となった。以降、他局もその流れに肖り、『めちゃ2イケてるッ!』『学校へ行こう!』『ASAYAN』『いきなり!黄金伝説。』等といったドキュメントバラエティが多数放送され、何れの番組も各局を代表する人気番組・看板番組となる等、ドキュメントバラエティが日本のテレビ界で大ブームとなり、1990年代後半から2000年代前半には人気のピークを迎え、テレビ番組におけるドキュメントバラエティが確立されていった。
電波少年シリーズは、土屋敏男やおちまさとなどの『元気が出るテレビ』のスタッフが多く関わっており、テリー伊藤も企画が煮詰まらない土屋にアドバイスしたりするなど陰ながら支えていた。
やがて、この流れに影響を受けたのか、地方局もその手法を多用するようになり、MBS『クヮンガクッ』における陣内智則の「レシートすごろく」や、CBC『ノブナガ』におけるワッキーの地名しりとり、HTB『水曜どうでしょう』の「サイコロの旅」などのヒット企画が生まれた。
時期をほぼ同じくして、2000年前後には各局で『ぷらちなロンドンブーツ』『学校へ行こう!』『シザーズリーグ』『ガチンコ!』『サバイバー』『あいのり』『マネーの虎』などの、素人出演番組もブームとなっていた。しかし、こうした素人出演番組はやらせ問題や過剰演出も非常に多く、『愛する二人別れる二人』では、出演者がやらせを指摘して自殺したことが問題となり、『シザーズリーグ』においては美容師の無免許が発覚し、『ガチンコ!』でも台本が発覚するなど、度重なる不祥事とやらせにより苦情も相次いだことや、ドキュメントバラエティが各局で過剰に放送されたことが視聴者を飽きさせており、2002年12月には『電波少年』シリーズ、2003年7月には『ガチンコ!』が終了。更には、2004年頃からの『エンタの神様』や『はねるのトびら』『笑いの金メダル』等のような、お笑いネタ重視の番組がヒットしたことなどから、素人主体の番組は視聴者には受けにくくなり、プロのお笑い芸人による「お笑いブーム」と入れ替わる形で衰退していき、2000年代後半頃には、素人主体の番組はほとんど放送を終了した。
また2000年代後半になると、MBS『ロケみつ』の稲垣早希のブログ旅や、CBC『ノブナガ』の小泉エリのごはんリレーのように準キー局発で、コーナーの一部分もしくは全部を系列局でネット化するケースが増えていた。
2010年代に入ると、ドキュメントバラエティ最盛期から続いていた『いきなり!黄金伝説。』が2016年9月終了。更には『めちゃ2イケてるッ!』も2018年3月31日に放送を終了し、ドキュメントバラエティ全盛期から続いていたキー局のドキュメントバラエティは全て終了した。
それでも、低予算と少しのアイディアだけで手軽に制作できるため、この手法に頼る傾向が現在でも根強い。

## 代表的な企画のパターン
- 過酷な旅型
ヒッチハイク、自転車、サイコロ、しりとりなど様々な手段でゴールを目指す過酷なタイプ。番組が移動や宿泊などの旅費を出す場合と出さない場合があり、『ノブナガ』や『水曜どうでしょう』などの地方局は前者のケースが多い。「電波少年シリーズ」などは後者のケースで、出演者自らがアルバイトなどで旅費を稼ぐというスタイルを貫いた。同行スタッフと出演者のやりとりの場面が目立ち、スタッフが強引に押し切ってしまうことが多いのも特徴。ドキュメントバラエティでは多く見られるパターンである。
- オーディション型
誰もが憧れる夢を実現させる企画。参加者が過酷な試練に挑みながら最終的に合格を目指す模様を密着するというスタイル。各界の一流著名人が審査員や講師となって登場するが、その厳しさは半端ではなく、怒声や死者にムチを打つような厳しい言葉が飛び交うシーンが多かった。また、参加者が共同生活を過ごす審査も多く採用されている。脱落者を出しながら最終的に合格者を数人に絞っていくが、該当者なしという最悪のケースも少なくない。『ガチンコ!』の学院シリーズ、『元気が出るテレビ』の予備校シリーズ、『ASAYAN』などはこのタイプに当てはまる。
- 恋愛観察型（恋愛バラエティ番組）
『ウンナンのホントコ!』、『あいのり』、『夫婦交換バラエティー ラブちぇん』のように男性と女性が番組側の指示に従って共同生活したりデートをする模様を密着するタイプ。
- 芸能人チャレンジ型
芸能人が大会の出場や資格取得などの目標を目指して奮闘する模様を密着するスタイル。ただでさえスケジュールがハードである芸能人が時間の合間に練習を行うため、非常に過酷な企画といえる。『ウッチャンナンチャンのウリナリ!!』の社交ダンス部や「カスペ!」の『部活』などがある。また、『プリティガレッジ』の「熱血!プリティバレー部」のように、負けたら引退させられるなどペナルティを課して追い込むという手法もある。また、『ザ!鉄腕!DASH!!』の「坂道止まらずどこまで行けるか!?」や「○○対公共交通機関シリーズ」などもありえる。
- 生活密着型
あらゆる手段でお金を稼いだり節約しながら生活していく企画。『いきなり!黄金伝説』の一ヶ月1万円節約バトルや、『摩訶!ジョーシキの穴』の“ゴミを拾って都内に一戸建てが買えるのか?! ”、『電波少年』の懸賞生活などがある。「」
- 美容型
何らかの原因でどのような経験をしたのかを説明し、更には整形かダイエットかの何れかをして行く手法。『B.C.ビューティー・コロシアム』『激変!ミラクルチェンジ』『魔女たちの22時』等がある。

## 制作サイドのメリット
- ドキュメントバラエティ番組において大きなメリットは、制作コストが抑えられることである。全編ロケというのが基本となっており、出演者、スタッフ、ビデオカメラさえあれば番組として成立できるからである。地方局が次々とこの手法を受け入れられたのもキー局と比べて制作予算が圧倒的に少ないことが大きな要因とされている。
- 収録分を大量にストックできるというメリットも大きい。時間的に1ヶ月から1年以上かかることが多く、長期に渡って行うものが多い。そのため、大量の収録分をストックすることができる。しかも、編集によって放送部分を短くしたり長く引き伸ばしたりすることができるので、改編期に急に打ち切りになったり、スタジオ出演者に問題が起きるなどの不測の事態に陥ったときに対応しやすい。また、長期間で行う企画が続いていくことで改編期の打ち切りを逃れられた番組も多い。[要出典]
- また、番組ビデオ・DVDや、出演者や企画に関連したキャラクターグッズが、他の番組に比べて開発されやすい環境がある。『電波少年』は猿岩石のヒッチハイク企画以降、特に「猿岩石日記」といった数多くの番組ビデオや書籍などの商品が開発され、日本テレビに多大な利益をもたらしたため、他局でも同じ方法論に肖り、フジテレビの『あいのり』では番組内容をまとめた書籍が定期的に出版されたほか、『いきなり黄金伝説』でも節約レシピ本が発売された。ちなみに、こうしたグッズ販売は、『元気が出るテレビ』のグッズを扱った店「元気が出るハウス」が元祖といわれている。[要出典]

## 問題点
過激な内容や、やらせや本当のドキュメンタリーと誤解を招くような演出が多く、物議を醸したり、低俗番組として批判されることも非常に多い。また、強引に結末を先延ばしをする内容もあり、これらの過剰かつ強引な制作手法は視聴者から問題視されている。
日本PTA全国協議会の「子供に見せたくない番組」の上位に選ばれることも少なくない。
「電波少年シリーズ」の様に、アイマスク、ヘッドフォンを出演者に付けさせて、その挑戦させる場所へ連れて行き、企画達成まで自宅に帰らさず長期間拘束したり、『ロケみつ』や『いきなり黄金伝説』の様にほかの仕事をしながらこなしていく出演者もいれば、『紳助社長のプロデュース大作戦!』の様に、どうしても外せない仕事以外は出演者に帰京を禁じさせるなど、十人十色と様々であるものの精神面と肉体面の問題や企画に耐えかねず離脱する出演者も多い。